# Casalpusterlengo
Casalpusterlengo est une commune italienne de la province de Lodi, dans la région Lombardie.

## Histoire

### Étymologie
Le nom de ce village provient du nom des marquis de Pusterla, propriétaires de ce territoire au XIVe siècle. Il signifie « Maison des Pusterla ».

### XIXesiècle
Le 10 mai 1796, Bonaparte a établi son quartier général dans cette ville avant de livrer bataille à Lodi.

### Époque contemporaine
En février 2020, le nombre de personnes contaminées par le coronavirus SARS-CoV-2 explose en Italie, en faisant le pays d'Europe le plus touché par la pandémie de Covid-19 (maladie à coronavirus 2019) commencée en Chine en 2019. Le 23 février 2020, le nombre de personnes infectées dépasse la centaine - au moins 115 cas dont 89 pour la seule Lombardie -  dont deux en sont alors décédées. Casalpusterlengo et la ville voisine Codogno sont alors le centre italien de l'épidémie, (aucune d'elles n'est cependant la ville qui souffre le plus de la pandémie). Le 23 février, Casalpusterlengo et dix communes alentour sont placées en quarantaine, ce qui confine 52.000 personnes. Les mesures de quarantaine seront levées courant mars, alors que tout le nord de l'Italie est touché par la pandémie, rendant l'isolement de Casalpusterlengo en particulier inutile.

## Culture
Le cœur de la vie du village est la place du Peuple, entièrement rénovée en 2008. Sur cette place, l'église paroissiale, consacrée aux saints Barthélemy et Martin, date du XIVe siècle. En face de l'église se trouve l'hôtel de ville.
C'est également sur cette place que se situe le théâtre du village.
Pas loin du centre, à environ deux kilomètres, le Sanctuaire de la Madone des capucins abrite une belle statue de la Vierge, datant du XVe siècle.

## Géographie
Le village se trouve sur la route n° 9, à 50 kilomètres au sud de Milan et à 15 kilomètres au nord de Plaisance.

## Administration
| Période                                  | Période | Identité | Étiquette | Qualité |
| ---------------------------------------- | ------- | -------- | --------- | ------- |
|                                          |         |          |           |         |
| Les données manquantes sont à compléter. |         |          |           |         |

### Hameaux
Vittadone, Zorlesco

### Communes limitrophes
Turano Lodigiano, Secugnago, Brembio, Terranova dei Passerini, Codogno, Ospedaletto Lodigiano, Somaglia

## Personnalités liées
- Anna Maria Tarantola, personnalité politique y est née en 1945